# Publius Ovidius Naso
Publius Ovidius Naso, avagy röviden csak Ovidius (Sulmo, ma Sulmona, Olaszország, i. e. 43. március 20. – Tomis [avagy Tomi], ma Konstanca, Románia, i. sz. 17 vége vagy 18) a római aranykor költője.
Előkelő családból származott. Korán Rómába került, ahol kisebb tisztségeket töltött be. Apja közügyi pályára küldte, de számára a költészet mindennél fontosabb volt, így írt erről:
| „                      | önként jött ajakamra, kötött formában az ének: sponte suā carmen numerōs veniēbat ad aptōs et quod temptābam scrībere, versus erat. | ” |
| – Tristia, IV.10.26–27 | |   |

Már huszonhét éves korában írt egy drámát (Medea), amely azonban nem maradt fenn. Költeményeivel hamar hírnevet szerzett az ókori Rómában. Fő műve a tizenöt könyvre osztott, mintegy tizenkétezer sorból álló Metamorphoses („Átváltozások”).

## Élete

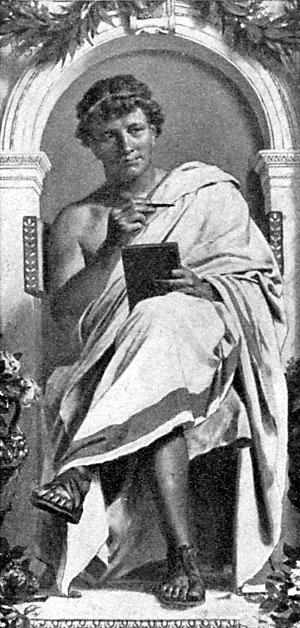
Publius Ovidius Naso

Rómában nevelkedett és bátyjával, Luciussal együtt a legkiválóbb rétoroknál tanult. Hosszabb utazás után, apja kívánságára közügyi pályára lépett, melynek alsóbb rendű fokozatait, köztük a pénzverés felügyeletét ellátó tres viri, majd a decemviri stlitibus iudicandis fokozatait könnyen elérte. Később azután teljesen a költészetnek élt.
Fiatal éveit gondtalanul töltötte az „arany Róma” előkelő társaságaiban, bejáratos volt a császári udvarba is. Apja kívánsága szerint megnősült, de első két házassága rövid ideig tartott. Egy gyermeke született, Perilla nevű lánya. Harmadik felesége egy Tabia nevű özvegyasszony volt, aki rokonságban állt Augustus császár családjával.
Ovidius a római irodalmi körökben ismerkedett meg többek között Tibullussal, de a költők közül főleg Propertius állt közel hozzá. Sok időt töltött hölgyek társaságában, innen merítette ihletét a szerelmi történetekre, amelyek nagy sikert arattak. Augustus császár lánya kifejezetten kedvelte a költőt.
Kr. u. 8-ban egész további életét meghatározó csapás érte. Augustus császár eltávolította a fővárosból és a Fekete-tenger partján fekvő Tomisban kényszerlakhelyet jelölt ki számára. Római polgárjogától és vagyonától nem fosztotta meg, sőt Ovidius a Rómával való írásbeli kapcsolat lehetőségét is megtarthatta. Élete végéig reménykedett a visszatérésben, de hiába kért kegyelmet előbb Augustustól, majd annak utódjától, Tiberiustól. Száműzetésben halt meg 60-61 éves korában.
Róma városa kétezer év múltán, 2017. december 14-én hozott határozatával rehabilitálta Ovidiust.

## Költészete
Ovidiust Vergiliusszal és Horatiusszal együtt szokták emlegetni: a triumvirek egyik, Szerb Antal szerint kevésbé jelentékeny tagja. Ő is Róma kedvenc költője, de „már nem is udvari, hanem szalon-költő, ebben is »későbbi« jelenség, mint Vergilius és Horatius.” Őt tartják az utolsó igazán jelentős szerelmi elégiaköltőnek a műfaj fejlődésében.

### Első korszakában írt művei(Kr. e. 20 – Kr. u. 1)

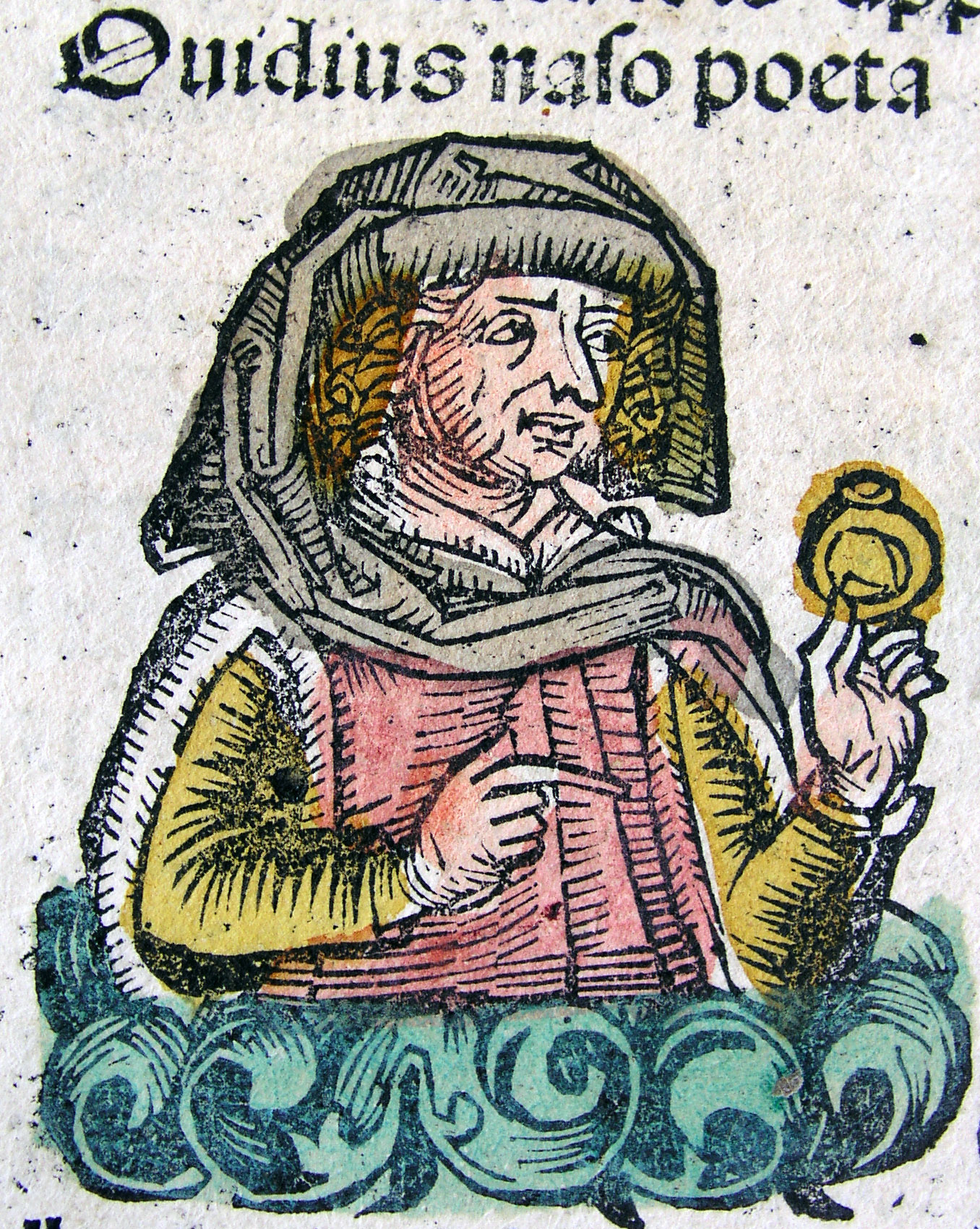
Publius Ovidius Naso középkori ábrázolása

Életének nagy részét Rómában töltötte, ott jelentek meg első munkái. Tibullus és Propertius hatása alatt szerelmi elégiák (Amores) és episztolák, azaz költői levelek (Heroides) írásával kezdte költői pályáját. Medea című – elveszett – tragédiájával is nagy sikert aratott. Később Kr. u. 1-ben vagy 2-ben adta ki egyik leghíresebb művét, az Ars amatoriát, melynek nem éppen erkölcsösnek tartott tartalma miatt a költőt sok gáncsoskodás érte.
- Amores (Szerelmek)

Az eredeti öt könyvből csak a rövidített, háromkönyves kiadás maradt ránk. A frivol hangú szerelmi elégiák részben egy kitalált női névhez, Corinnához, részben a költő kedveseihez szólnak. Ovidius kiemelkedő verselő tehetsége már ebben a korai gyűjteményben is megmutatkozik.
- Heroides (Hősnők levelei)

Ezek is szerelmi elégiák: mitológiai hősnők (pl. Helena, Medea, Phaedra) szerelmes levelei férjükhöz vagy kedvesükhöz. A műfajt Ovidius alkotta meg, főleg rétor-iskolai tanulmányainak hatására. Kiemelkedő bennük a levélírók finom jellemzése és a szerelmi szenvedély különböző megnyilvánulásainak mesteri rajza.
- Ars amatoria (A szerelem művészete)

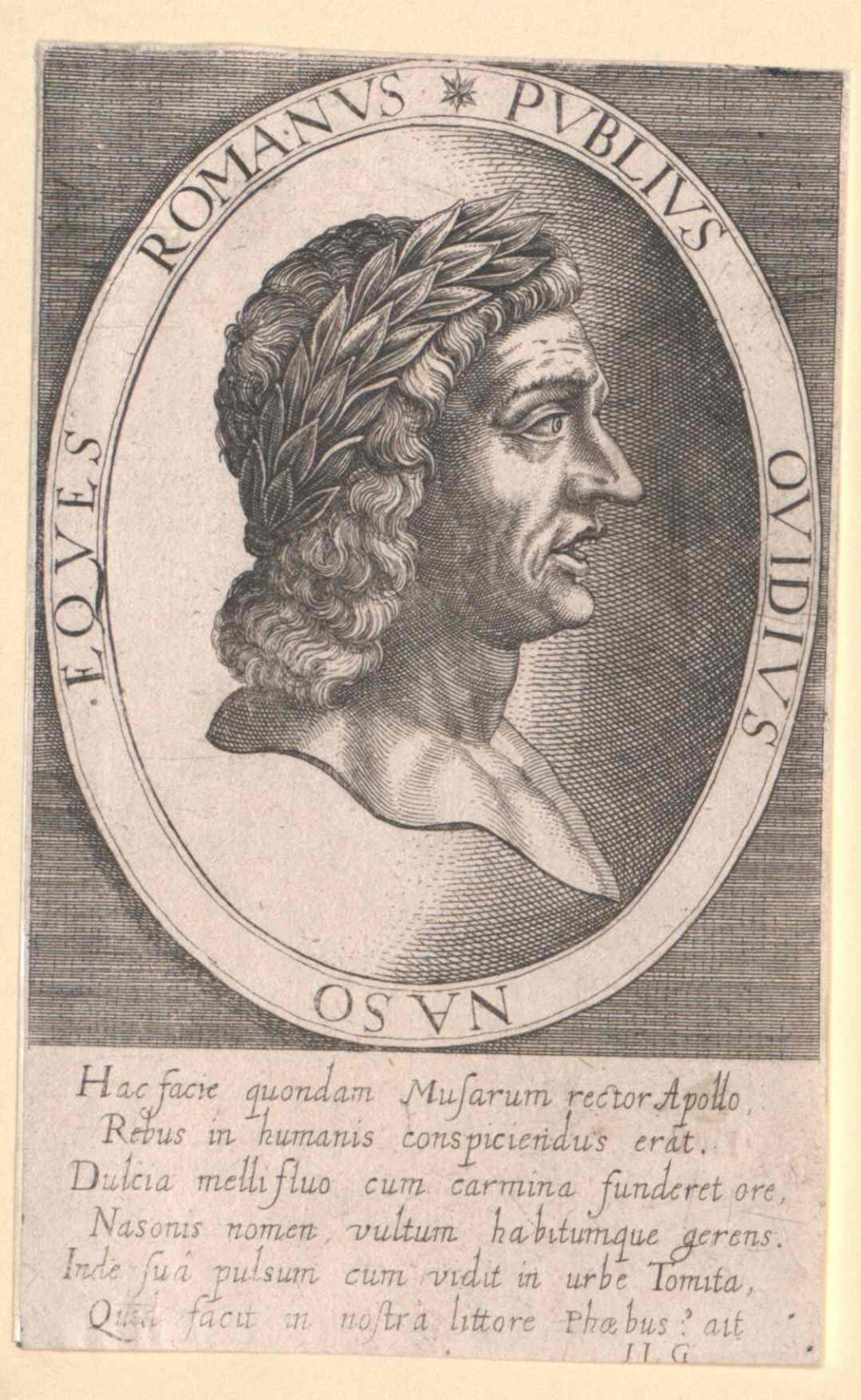
Publius Ovidius Naso

Elégiai versformában írt, szellemes és gyakran frivol tanköltemény a szerelem művészetéről, Ovidius legnagyobb remeklése. Nőknek és férfiaknak szóló, szerelmük meghódítására és megtartására vonatkozó humoros útmutatások gyűjteménye. Szerb Antal szerint „a szerelem minden komoly és magasabb velejáróját [nélkülöző], tisztára technikai jellegű felfogása.” Az Ars Amatoria első sorai:
Van mifelénk, kinek a szerelem művészete újság?
Versemből okulást nyerve, kövesse tanom.
Fürge hajón vásznat s evezőt művészet igazgat,
Gyors kocsit ez gördít, Ámor is erre hajol.
Automedon lovait szekerén ügyesen zabolázta,
Tiphys a haemoni tat mestere volt a habon:
Engem Venus a csöpp Ámorhoz adott nevelőül,
Automedonja legyek s Tiphyse neki magam.
Az Ars amatoria témáját folytatja, mintegy kiegészíti két további mű:
- De medicamine faciei feminae (Az arcápolásról vagy Az arc gyógyszereiről)

A női szépítőszerek ismertetése elégiai versformában. Hiányos alakban maradt fenn (100 vers).
- Remedia amoris (A szerelem ellenszerei vagy A szerelem orvosságai)

Az előbbinek ellenpárja, a szerelmi szenvedély legyőzésének és elfojtásának eszközeiről szól, szintén elégiai versformában íródott.

### Második korszakában írt művei(Kr. u. 1–8)
Egy idő után Ovidius felhagyott a szerelmi költészettel és két nagyobb terjedelmű, komolyabb témájú munkán kezdett dolgozni; ez volt a Metamorphoses és a Fasti. E két művét azonban már nem tudta kiadatni, mert ekkor érte őt a császári parancs, hogy el kell hagynia Rómát.

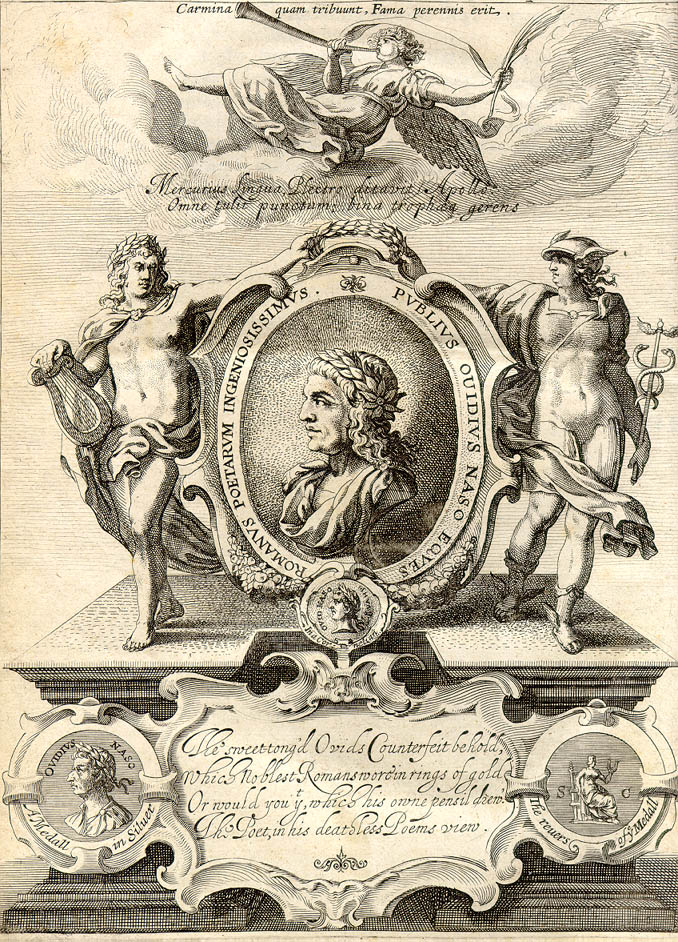
Az Ovidius által írt Metamorphoses egy 1632-es kiadásának nyitóoldala

- Metamorphoses (Átváltozások)

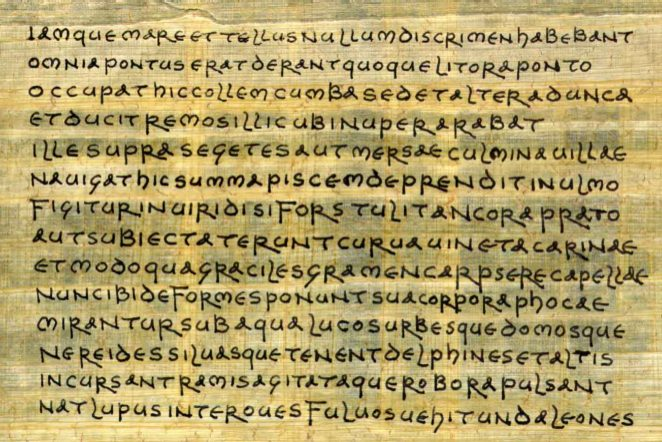
A Metamorphoses egy lapja

A tizenöt könyvre osztott, hexameterekben írt munka rendszeresen állítja egymás mellé azokat a mitológiai történeteket, amelyek valamilyen átváltozással végződnek. Az egymással csak lazán összefüggő történeteket a világ kezdetéről szóló és Julius Caesarnak üstökössé változásáról szóló elbeszélése foglalja keretbe. A mű kezdete:

| „ | „Tenger s föld, s mindent takaró égboltnak előtte mind e világ kerekén egyarcú volt az egész nagy természet: chaos, így hívták: csak nyers kusza halmaz; csak tunya súly: egymásra sodort, s még össze nem illő' magvai nem jól összetapadt elemek tömegének.” | ” |
|   | |   |

A több mint 250 történet mindegyike kisebb mitológiai költemény, melyek többségében a plasztikus költői leírás egy-egy remekét adja Ovidius. A mesteri leíró és lélekábrázoló készség mellett azonban „megvan bennük az a keresettség, erőltetettség is, a szavakkal való üres játéknak az a kedvtelése, amely élesen megkülönbözteti az Augustus-kor korábbi nagy költőitől.”
- Fasti (Római naptár vagy Ünnepi naptár)

Ez a mű a római naptár költői feldolgozása, mely jórészt a római ünnepekhez fűződő szokások és mondák elbeszéléséből áll. Az epikus tartalomhoz a költő egy Kallimakhosztól Propertius által átvett műfaj, az ún. aitologikus elégia hagyományát folytatta. A munka befejezetlen, a tervezett tizenkét hónapnak csak a fele, hat hónap készült el, mert a számkivetés megakadályozta Ovidiust a folytatásban. Tomis-ban már nem volt ideje a hiányzó második rész megírására, hanem az első könyvet dolgozta át, így adták ki halála után. A költemény sok ősi hiedelmet megőrzött, ezért a római vallástörténetnek is egyik értékes forrásmunkája.

### Harmadik korszakában írt művei(Kr. u. 8–17)
A Tomis-ba küldött költő életkedvét megtörte ugyan a számkivetés, de nem teljesen hallgattatta el. Még az odautazás alatt fejezte be Tristia című munkájának első könyvét, a többi négy a következő három év alatt készült el. Azután következett az Epistulae ex Ponto, valamint néhány kisebb mű: az Ibis és a Halieutica.
- Tristia (Keservek vagy Szomorúságok)

A kesergő elégiákból álló gyűjteményben a számkivetés szenvedéseit panaszolja el. A hatvanadik életévéhez közeledő Ovidiusból, a szerelem, a derű, a léhaság költőjéből a szomorúság megtestesítője lett.
- Epistulae ex Ponto (Levelek Pontusból)

A költemények tartalma egyezik a Tristiáéval, csak levélformában íródtak részben a császárhoz, részben barátaihoz, a címzettek megnevezésével. Mindkét gyűjtemény a fővárostól távol élő költő panaszainak és honvágyának kifejeződése.
- Ibis

Gyalázó költemény Ovidius egy meg nem nevezett ellensége ellen, aki a vagyonára áhítozott és még feleségét is el akarta csábítani. A mű Kallimakhosz után íródott, aki azonos című költeményben támadta meg ellenfelét. A versforma elégiai disztichon.
- Halieutica (Halászat)

Tanköltemény a Fekete-tenger halairól, melyből csak egy 130 versnyi töredék maradt reánk.

## Értékelése, utókora
Ovidius a római költői technika legnagyobb virtuóza volt. Nem vett át új műfajokat a görög költőktől, hiszen azt elődei már elvégezték. Szabadon dolgozhatott azokkal a művészi eszközökkel, melyeket az elégiában Tibullus és Propertius, a tankölteményben és az elbeszélésben Vergilius alakított ki. Ő az első római költő, aki nem a görögökre, hanem az aranykor idősebb költőire támaszkodva emelkedett fel mint a nyelv és a verselés továbbfejlesztője, legkiválóbb mestere. Tartalmi tekintetben, a gondolatok mélységét és az érzelmek bensőségét illetően azonban messze elmarad egy Horatius, Vergilus vagy Tibullus mögött.
Vergilius és Horatius az augustusi nagy történelmi pillanat költője, Ovidius az átmenet a római költészet ún. aranykorából az ezüstkorba és már a hanyatló császárság költője. Szerb Antal is elismeri, hogy Ovidius „nyelve és verselése a lehető legtökéletesebb”, de hozzáteszi: „már túlságosan is szép, mondják a latin irodalom szakértői. Sok benne a modorosság, a szójáték, a paradoxon, a formai szellemesség.”
A középkorban a legnagyobb hatású antik költők egyike, az ébredő világi költészetnek pedig mintaképe volt, sokan utánozták. Népszerűségét a reneszánsz idején sem veszítette el, a kor nagy művészeit elsősorban ő ihlette a klasszikus mondák festői feldolgozásában. Metamorphoses-ából sokan merítettek témát, például Shakespeare, és olyan költőóriások tanultak tőle, mint Ariosto, Tasso, Milton. Szerb Antal úgy vélte: „Ovidius maradandóságában bizonyára nagy szerepet játszott az, hogy az utókor nehezebben emelkedett fel Vergilius, Horatius és Propertius magasságához, mint hozzá. Ovidius aránylag olcsón szállította az utókornak az antikvitást; az antikvitást mint nyersanyagot, költői témát, pornográfiával, virágocskákkal és a későbbi századok kedvenc ízléstelenségével, az allegóriával fűszerezve. Legfőképp az hatott, ami nem is ovidiusi benne: az átközvetített mítoszok romantikus érdekessége, csoda-világa.”

## Magyarul megjelent művei

### 1849-ig
- Az Orras Ovidnak deákból fordított változási; ford. Sándor István; Streibig Ny., Győr, 1792
- Magyar Ovid, az általváltozásokról. 1. darab. Szabad fordításban Viski T. Pál által; Református Kollégyom, Kolozsvár, 1802
- Ismét egykét játék Metastásióból; ford. Döme Károly; Wéber, Pozsony, 1815
- Publius Ovidius Naso búsverseinek negyedik könyve; ford. Egyed Antal; Trattner Ny., Pest, 1823
- Publius Ovidius Naso szomorú verseinek öt könyve; ford. Homonnay Imre; Trattner Ny., Pest, 1825
- Magyar Ovid, az általváltozásokról, 1-5.; szabad ford. Wiski Pál [Viski F. Pál]; Református Kollégyom, Kolozsvár, 1826
- Publius Naso Ovidius keservei. Öt könyv; ford. Egyed Antal; Számmer Ny., Székesfehérvár, 1826
- Publius Ovidius Naso levelei vagy Pontusi elegiái; ford. Egyed Antal; 2. jobbított kiad.; Lyceum Ny., Pécs, 1845
- Publius Ovidius Naso keservei; ford. Egyed Antal; 2. jobbított kiad.; Trattner Ny., Pest, 1847

### 1850–1919
- Átváltozások P. Ovidius Násotól; ford. Egyed Antal; Müller Emil Ny., Pest, 1851
- Ovid átalakulásai. 1. füz. 1-2. ének; ford. Kovách Imre; Lampel, Pest, 1864 (Ó-kori klassikusok. Római remekírók magyar fordításban)
- Ovid átalakulásai; ford. Karádi Imre; Lampel, Pest, 1864 (Római remekírók)
- P. Ovidius Naso heroidái vagyis Őskori hősnők levelei; ford. Pongrátz Gellért; Hunyadi Ny., Pest, 1873
- A szerelem művészete; ford. Szana Tamás; Révai, Bp., 1883
- Ovidius P. Naso műveiből való szemelvények; ford., jegyz. Kapossy Luczián; Stampfel, Pozsony, 1888 k.
- Ovidius verseiből / Az átváltozások / A naptár; ford. Paulovits Károly; Lampel, Bp., 1900 (Magyar könyvtár)
- Ovid átalakulásai. 1-2. füz.; ford. Kovách Imre ; bev., átdolg. Mikes Lajos; Lampel, Bp., 1902
- Mesék és mondák. P. Naso Ovidius mesevilágából; ford. Klima Lajos; Hungária Ny., Besztercebánya, 1902
- Ovidius: A szerelem művészete / Veér Imre versei; Aczél Testvérek, Bp., 1917

### 1920–1944
- A szerelem művészete; ford. Gáspár Endre; Fischer, Wien, 192?
- Metamorphoses, Fasti és Tristia. 1-2. füz.; ford., jegyz. Aczél Dezső; Uránia, Bp., 1926
- Metamorphoses, Fasti, Tristia. Szószerinti és magyaros fordítás, praeparatióval, mythologiai és nyelvtani magyarázatokkal. 3-5.; ford., jegyz. 3-4. Aczél Dezső, 5. Dankovits Béla; Aczél, Bp., 1926–1930 (Diákkönyvtár)

### 1945–1989
- Romulus megdicsőülése, Fabiusok pusztulása stb. Szószerinti és magyaros fordítás praeparatióval, 4. füz.; ford., jegyz. Aczél Dezső; Aczél, Bp., 1946 (Diákkönyvtár)
- Daedalus és Icarus, Philemon és Baucis stb. Szószerinti és magyaros fordítás praeparatióval, 3. füz.; ford., jegyz. Aczél Dezső; Aczél, Bp., 1946 (Diákkönyvtár)
- A száműzetés dalai; ford. Erdődy János; Népszava, Bp., 1949 (Korok és költők)
- Fasti / Ovidius Római Naptára. Latinul és magyarul; ford. Gaál László, bev. Borzsák István; Akadémiai, Bp., 1954 (Görög és latin írók)
- A kétezer éves Ovidius. Szemelvények a költő műveiből; ford. Babits Mihály et al., bev. Marót Károly, vál., jegyz. Szalmási Pál; Gondolat, Bp., 1957
- Amores. Elégiák / Szerelmek; ford., bev., jegyz. Gaál László; Akadémiai, Bp., 1961 (Görög és latin írók)
- Átváltozások; ford. Devecseri Gábor, utószó Szilágyi János György, jegyz. Szepessy Tibor, ill. Pablo Picasso; Magyar Helikon, Bp., 1964
- Amores. Részletek; in: Karinthy Gábor: Bánat; Magvető, Bp., 1973
- A szerelem művészete / A szerelem orvosságai; ford. Bede Anna, Szathmáry Lajos, ill. Pablo Picasso; Európa–Helikon, Bp., 1982
- Átváltozások (Metamorphoses); ford. Devecseri Gábor; Európa, Bp., 1982 (Bibliotheca Classica)
- Hősnők levelei. Heroides; ford., utószó, jegyz. Muraközy Gyula; Helikon, Bp., 1985
- Római naptár. Fasti; ford. Gaál László, jegyz., utószó Bollók János; Helikon, Bp., 1986 (Prométheusz Könyvek)

### 1990–
- Levelek Pontusból; ford., utószó, jegyz. Kartal Zsuzsa; Európa, Bp., 1991 (Az ókori irodalom kiskönyvtára)
- Költői mesterség. Catullus, Vergilius, Horatius, Ovidius műveiből; ford. Babits Mihály et al.; Interpopulart, Szentendre, 1994 (Populart füzetek)
- Szerelmek; ford. Gaál László et al., vál., jegyz., Teravagimov Péter; Tertius, Bp., 1998
- Tibullus, Propertius, Ovidius versei; ford. Babits Mihály et al., szerk. Szepessy Tibor; Sziget, Bp., 2000 (Sziget verseskönyvek)
- Keservek; ford. Adamik Tamás et al., szerk., vál., jegyz. Teravagimov Péter, utószó Adamik Tamás; Magyar Könyvklub, Bp., 2002 (Írók, költők, gondolkodók)
- A szerelem művészete (Ars amatoria); ford.: Gáspár Endre; K.u.K. Kiadó, Bp., 2008
- Ibis. Latinul és magyarul; ford., jegyz. Teravagimov Péter, utószó Ferenczi Attila; Gondolat, Bp., 2020

### Interneten elérhető művei
- Publius Ovidius Naso művei a Magyar Elektronikus Könyvtárban
- intratext Penelope Ulisszesnek. Fordító Ányos Pál (1756 – 1784), az első levél a „Heroides”-ből
- Latin Library: Ovid Amores, Ars Amatoria, Epistulae ex Ponto, Fasti, Heroides, Ibis, Metamorphoses, Remedia Amoris, Tristia (latin)
- Gutenberg Project: Fasti (latinul) Archiválva 2004. október 9-i dátummal a Wayback Machine-ben
- Ovidius műveiből (latin)
- REAL-EOD: Amores (latinul)